# Solférino
Solférino – miejscowość i gmina we Francji, w regionie Nowa Akwitania, w departamencie Landy.
Według danych na rok 1990 gminę zamieszkiwały 403 osoby, a gęstość zaludnienia wynosiła 4 osób/km² (wśród 2290 gmin Akwitanii Solférino plasuje się na 789. miejscu pod względem liczby ludności, natomiast pod względem powierzchni na miejscu 33.).